# Wilhelm Manske
Wilhelm Manske (* 3. März 1951 in Passau) ist ein deutscher Filmschauspieler.

## Karriere
Theater spielte Manske unter anderem in Marburg (1998–2000, 2003), Salzburg (1998–1999, 2003) und München (2000–2002). Im Fernsehen war und ist Manske in zahlreichen bekannten Fernsehproduktionen präsent. So spielte er z. B. zwischen 1992 und 1994 gelegentlich in der Fernsehserie Lindenstraße in der ARD. Bekannt wurde er 1998 als Bauer Max Berger, den er bis 2010 in der ZDF-Serie Forsthaus Falkenau spielte. Von Oktober 2007 bis Dezember 2013 war er als Serienhauptrolle Joseph Brunner in der BR-Serie Dahoam is Dahoam zu sehen.
Wilhelm Manske lebt in Murnau am Staffelsee.

## Filmografie (Auswahl)

### Kinofilme
- 1992: Die Distel
- 1993: Schindlers Liste
- 1998: Just Married
- 2002: Germanija
- 2004: Lautlos
- 2004: Leise Krieger
- 2005: Urlaub vom Leben

### Fernsehfilme
- 1995: Der Feuervogel
- 1997: Die Chaos Queen
- 1997: Inside the Boxes
- 1998: Der Schläfer
- 1998: Sohn des verrückten Dichters
- 1998: Der Handymörder
- 2000: Der Kardinal – Der Preis der Liebe
- 2000: Trennungsfieber
- 2000: Polizeiruf 110: Verzeih mir
- 2001: Der Tunnel
- 2001: Tatort: Im freien Fall
- 2001: Die Tochter des Kommissars
- 2002: Geht nicht gibt’s nicht
- 2002: Mein Platz im Leben
- 2002: Tatort – Der Fremdwohner
- 2004: Sterne leuchten auch am Tag
- 2005: Mädchen über Bord
- 2005: Schlafsack für zwei
- 2005: Tsunami
- 2005: Drei teuflisch starke Frauen
- 2006: Verliebt in Berlin – Das Ja-Wort
- 2007: Der Bulle von Tölz: Krieg der Camper
- 2008: Küss mich, wenn es Liebe ist

### Fernsehserien
- 1992–1994: Lindenstraße – (Rolle als Nebendarsteller)
- 1996: Alle zusammen – jeder für sich
- 1997: Alle meine Töchter
- 1998: Hinter Gittern – Der Frauenknast (Staffel 1, Episoden 18 + 19)
- 1998, 2002: Alarm für Cobra 11 – Die Autobahnpolizei (Staffel 2, Episode 18; Staffel 6, Episode 5)
- 1998, 2007: Der Bulle von Tölz (Episoden 19 und 63)
- 1999: Café Meineid (Staffel 7, Episode 19)
- 1999: Julia – Eine ungewöhnliche Frau (Staffel 1, Episoden 9 und 11)
- 2000: Im Namen des Gesetzes
- 2000: Kommissar Rex (Staffel 6, Episode 2)
- 2000, 2004: SOKO 5113 (Staffel 19, Episode 7; Staffel 25, Episode 2)
- 2000–2010: Forsthaus Falkenau (36 Episoden)
- 2002: Die Rosenheim-Cops – Mord in Kolbermoor
- 2002: Die Wache
- 2003: Denninger – Der Mallorcakrimi (Episode 3)
- 2003: Rosa Roth
- 2003: Wolffs Revier
- 2003–2006: SOKO Kitzbühel (3 Episoden)
- 2004: Berlin, Berlin (Staffel 3, Episoden 9 und 10)
- 2004: Der Wunschbaum (2. Episode)
- 2004: Frech wie Janine
- 2004: München 7 (Staffel 1, Episode 5)
- 2005: Alles außer Sex
- 2005–2007: Verliebt in Berlin (43 Episoden)
- 2006–2008: Endlich Samstag! (Prominentencast; ab Episode 16)
- 2007–2013: Dahoam is Dahoam
- 2012: Heiter bis tödlich: Hubert und Staller